# 裏日本浪花介
裏日本浪花介（学名：Cythere lutea uranipponica）为浪花介科浪花介屬下的一个种。